# Reconstrução dos Estados Unidos

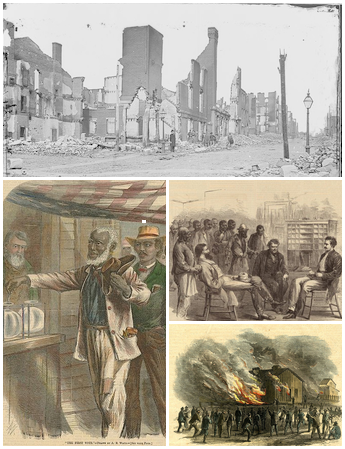
No topo, a cidade de Richmond, na Virgínia. Nas outras imagens afro-americanos votando pela primeira vez em 1867 e a queima de um prédio público em Memphis, Tennessee durante as revoltas de 1866.

A Reconstrução dos Estados Unidos foi um período da história dos Estados Unidos que se iniciou após o término da Guerra de Secessão, em 1865, e se estendeu até o ano de 1877. O período é marcado pelo retorno gradual dos estados que haviam se separado do país e formado os Estados Confederados da América, do status dos líderes da antiga Confederação, e pelo início do processo de integração dos ex-escravos afro-americanos.

## Visão geral
Desde o início da guerra, a União foi confrontada com a questão de como administrar os territórios capturados e lidar com o constante fluxo de escravizados que fugiam para as linhas da União. Em muitos casos, o Exército dos Estados Unidos desempenhou um papel vital na criação de uma economia de trabalho livre no Sul, protegendo os direitos legais dos libertos e estabelecendo instituições educacionais e religiosas. Apesar da relutância em interferir na instituição da escravidão, o Congresso aprovou os "Atos de Confisco" para apreender os escravizados dos Confederados, fornecendo a base legal para o Presidente Abraham Lincoln emitir a Proclamação de Emancipação. Mais tarde, o Congresso estabeleceu o Escritório de Homens Livres (Freedmen's Bureau) para fornecer comida e abrigo tão necessários aos recém-libertos.
À medida que ficou claro que a guerra terminaria com uma vitória da União, o Congresso dos Estados Unidos debateu o processo de readmissão dos estados secessionistas. Os Republicanos Radicais e os moderados discordavam sobre a natureza da secessão, as condições para a readmissão dos estados e a desejabilidade de reformas sociais como consequência da derrota Confederada. Lincoln favorecia o "Plano de dez por cento" (que envolvia, como condição para reintegração dos secessionistas e restabelecimento do governo, um juramento de lealdade por pelo menos 10% do eleitorado local) e vetou a radical Lei Wade–Davis, que propunha condições rigorosas para a readmissão dos antigos estados rebeldes. Lincoln foi assassinado em 14 de abril de 1865, justamente quando os combates estavam chegando ao fim.  Ele foi sucedido na presidência por Andrew Johnson. O Presidente Johnson vetou inúmeros projetos de lei dos Radicais Republicanos, perdoou milhares de líderes Confederados e permitiu que os estados do Sul aprovassem os chamados "Códigos Negros", que eram diferentes leis draconianas que restringiam consideravelmente os direitos dos libertos. Este período ficou conhecido como "Reconstrução Presidencial". Isso indignou muitas pessoas no Norte e alimentou o temor de que a elite sulista recuperasse seu poder político. Os candidatos Republicanos Radicais varreram as eleições de meio de mandato de 1866 e alcançaram grandes maiorias em ambas as casas do Congresso.
Os Republicanos Radicais então tomaram a iniciativa ao aprovar os Atos de Reconstrução em 1867, mesmo com os vetos de Johnson, estabelecendo os termos pelos quais os estados poderiam ser readmitidos na União (a chamada "Reconstrução Radical"). Convenções constitucionais realizadas em todo o Sul concederam aos homens negros o direito de voto. Novos governos estaduais foram estabelecidos por uma coalizão de negros libertos, unionistas brancos do Sul e transplantados do Norte. Eles foram confrontados pelos "Redentores" (Redeemers, chamados assim pois eles acreditavam estar redimindo o Sul de sua derrota na guerra civil), que buscavam restabelecer a supremacia branca e o controle do Partido Democrata no governo e na sociedade do Sul. Grupos violentos, incluindo a Ku Klux Klan, a White League ("Liga Branca") e os Camisas Vermelhas, engajavam em ações paramilitares e terroristas para perturbar os governos da Reconstrução e aterrorizar os republicanos e os eleitores negros em geral. A irritação do Congresso com as repetidas tentativas do Presidente Johnson de vetar legislação radical levou ao seu impeachment, embora ele não tenha sido removido do cargo.
No governo do sucessor de Johnson, o Presidente Ulysses S. Grant, radicais no Congresso aprovaram legislação adicional para fazer cumprir os direitos civis, como o Ato Ku Klux Klan de 1871 e o Ato de Direitos Civis de 1875. No entanto, a resistência contínua dos brancos do Sul e o custo da Reconstrução fez com que rapidamente o processo perdesse apoio no Norte durante a presidência de Grant. A eleição presidencial de 1876 foi marcada pela supressão generalizada dos eleitores negros no Sul e o resultado foi próximo e contestado. Uma Comissão Eleitoral resultou no Compromisso de 1877, que deu a vitória da eleição para Rutherford B. Hayes com a compreensão de que as tropas federais seriam retiradas do Sul, efetivamente encerrando a Reconstrução. Os esforços pós-Guerra Civil para fazer cumprir as proteções federais aos direitos civis no Sul terminaram em 1890 com o fracasso do Projeto de Lei Lodge.
Historiadores continuam a debater o legado da Reconstrução. As críticas concentram-se no fracasso inicial em prevenir a violência e nos problemas de corrupção, fome e doenças. A política da União é criticada por ser muito brutal em relação aos ex-escravizados e muito leniente com os antigos senhores de escravos. No entanto, a Reconstrução é creditada por restaurar a União federal, limitar represálias contra o Sul e estabelecer um quadro legal para a igualdade racial por meio dos direitos constitucionais à cidadania por nascimento, ao devido processo legal, à igual proteção das leis e ao sufrágio masculino, independentemente da raça.

## Legado
Além da eleição de pessoas negras do Sul para os governos estaduais e o Congresso dos Estados Unidos, outros feitos da era da Reconstrução incluem "os primeiros sistemas de escolas públicas financiadas pelo estado no Sul, legislação tributária mais equitativa, leis contra a discriminação racial nos meios de transporte e acomodações públicas, e ambiciosos programas de desenvolvimento econômico (incluindo auxílio a ferrovias e outras empresas)". Apesar dessas realizações, a interpretação da Reconstrução tem sido um tópico controverso, pois quase todos os historiadores concordam que a Reconstrução terminou em fracasso, mas por razões muito diferentes.
A primeira geração de historiadores do Norte acreditava que os ex-confederados eram traidores e Johnson era seu aliado, ameaçando desfazer as conquistas constitucionais da União. No entanto, até a década de 1880, historiadores do Norte argumentavam que Johnson e seus aliados não eram traidores, mas haviam cometido graves equívocos ao rejeitar a Décima Quarta Emenda e preparar o terreno para a Reconstrução Radical.
O líder negro Booker T. Washington, que cresceu na Virgínia Ocidental durante a Era da Reconstrução, concluiu da seguinte maneira: "O experimento de Reconstrução na democracia racial falhou porque começou no ponto errado, enfatizando meios políticos e atos de direitos civis em vez de meios econômicos e autodeterminação". Sua solução era concentrar-se na construção da infraestrutura econômica da comunidade negra, em parte através de sua liderança e do Instituto Tuskegee no Sul.